# H99 (Marseille)
Pour les articles homonymes, voir H99.
La tour H99 est un projet de gratte-ciel de 149 logements haut de gamme à Marseille, dans le quartier Euroméditerranée, initialement annoncé en 2008,,, dont la commercialisation aurait dû commencer en 2010, et dont la construction a été annoncée à partir de 2023, avant d'être abandonnée. Son nom est inspiré par sa hauteur de 99 mètres.  
H99 devait s’inscrire dans le cadre du projet Les Quais d'Arenc, l’un des sites d’Euroméditerranée à Marseille, une opération d’aménagement de 90 000 m2 promue par Constructa. Ce programme comporte notamment deux autres tours, l’une de logements, la Tour Horizon-H56, dessinée par Yves Lion ,; l’autre de bureaux, La Marseillaise, dessinée par Jean Nouvel et achevée en 2018,.
Le projet est remplacé en juillet 2023 par un autre, appelé M99, dont les travaux devaient débuter à l’été 2024,.